# Jaderná ponorka

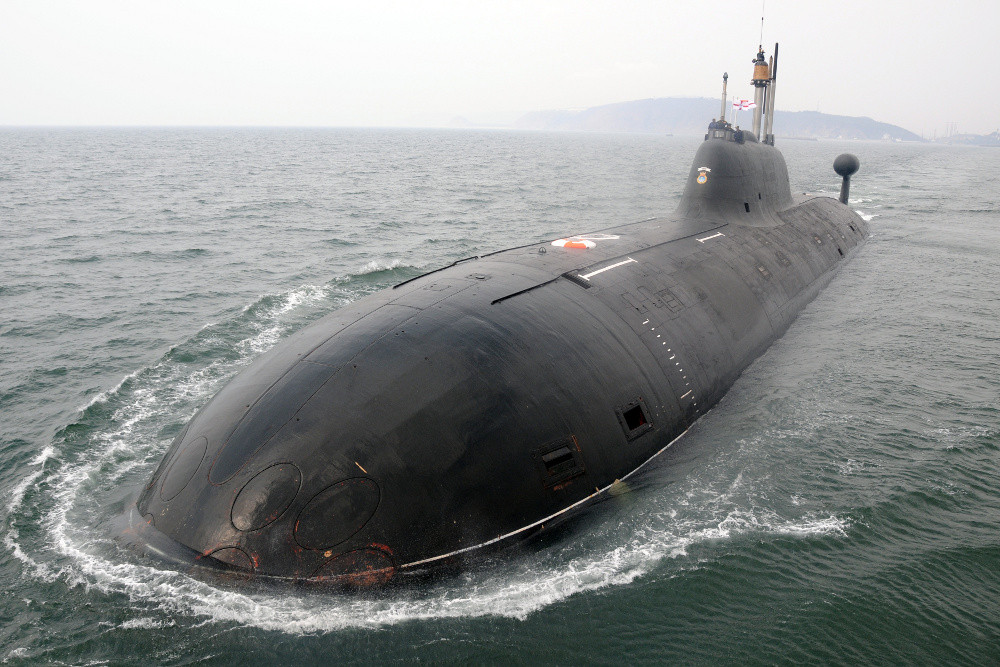
Projekt 971 indické námořnictvo

Jaderná ponorka (nebo atomová ponorka) je plavidlo poháněné jaderným reaktorem schopné operovat v podmořských hlubinách. Jaderná ponorka vyzbrojená balistickými raketami představuje jednu z nejničivějších zbraní současnosti.

## Stručná historie
První atomová ponorka jménem USS Nautilus byla námořnictvem Spojených států zařazena do služby v roce 1954. Sovětský svaz byl při vývoji ponorek na jaderný pohon poněkud opožděn, první sovětská jaderná ponorka K-3 Leninskij Komsomol byla zařazena do služby až 1. července 1958. Ponorka USS George Washington, první americká ponorka vyzbrojená balistickými raketami Polaris, byla spuštěna na vodu v roce 1960. Rusové reagovali zařazením ponorek projektu 658 a 667A označovaných na Západě jako třídy Hotel a Yankee. Sovětské ponorky nesly, na rozdíl od amerických, rakety na kapalné palivo.
Sovětské atomové ponorky druhé generace projektu 667 (NATO: Delta I) jsou vyzbrojeny dvanácti mezikontinentálními raketami. Ostatní třídy projektu 667 BD, BDR, BDRM (NATO: Delta II, III, IV) mají šestnáct mezikontinentálních raket. V roce 1981 Sovětský svaz zavedl novou titanovou ponorku projekt 941 Akula (NATO: Typhoon) která v některých předpokladech (jako je hloubka ponoru, odolnost proti útoku torpéda dvěma tlakovými titanovými trupy) předčí americkou třídu Ohio, ale Ohio ovšem vede v počtu potenciálně nesených hlavic, protože je vybaveno 24 sily pro 24 mezikontinentálních raket D-5, které mohou nést až 14 malých a velice přesných jaderných hlavic, zatímco sovětský Typhoon třídy 941 může nést ve svých 20 silech 20 raket R-39 v každé max. 10 hlavic, každá o síle 200 kt TNT. V současné době z 6 vyrobených ponorek je funkční pouze jedna a dvě další bez raket stojí v námořní základně Severodvinsk, kde se čeká na jejich další osud. Americká třída Ohio byla ve svých 4 exemplářích z 18 vyrobených přestavěna na třídu SSGN, kde místo 24 mezikontinentálních raket nese 157 řízených střel s plochou dráhou letu. Ruská federace po problémech s novou třídou jaderných ponorek třídy Borej 935 se rozhodla jít cestou upravených ponorek Borej 955, které se stanou nástupkyněmi dosluhující třídy Delta III a Delta IV, která je v současné době rozmístěna na Pacifické základně Petropavlovsk Kamčatskyj ve 4 exemplářích ze 14 vyrobených v letech 1976 až 1981. Nová smlouva sepsaná prezidenty USA Barackem Obamou a Ruska Dmitrijem Medvěděvem dává široké pole uplatnění co se týče ponorkových vojsk strategického určení. Prakticky je dán jen počet nosičů (raket) a jaderných hlavic, což ruské straně značně rozvazuje ruce a může vést k myšlence, kterou měly Spojené státy americké před 45 lety a to umístit až 50 % svých strategických jaderných zbraní právě na jaderné ponorky.

## Výhody jaderné ponorky jako zbraně
Zavedení jaderného pohonu vedlo k razantní proměně ponorky jako zbraně, neboť se tak odstranila většina nevýhod klasické ponorky diesel-elektrické konstrukce. Jaderný pohon poskytl ponorkám nejen obrovskou energii k dosažení vysoké rychlosti pohybu pod vodou, ale zejména umožnil takřka neomezeně dlouhé setrvání pod hladinou. Zatímco klasická dieslo-elektrická ponorka se musela poměrně často vynořovat nad hladinu (respektive k hladině, měla-li k disposici schnorchel) pro dobití baterií, což ji činilo zranitelnou, atomová ponorka může hluboko pod hladinou setrvat měsíce. Rozlišujeme velké jaderné ponorky sloužící hlavně jako nosiče střel a menší (tzv. přepadové nebo stíhací ponorky), které jsou určeny k vyhledávání a likvidaci nepřátelských lodí a ponorek.
Jaderné ponorky převzaly v průběhu studené války hlavní funkci při jaderném odstrašování. Klasický nosič střel nese 16 nebo 20 (ruský) a 24 (americký) balistických střel, z nichž každá má zpravidla několik silných (Rusko) nebo přesných (USA) jaderných hlavic, které se po určité době po odpálení rozdělí a pokračují k cíli samostatně (technologie MIRV). Jedna atomová ponorka má tedy potenciál zničit několik desítek strategických cílů. Na rozdíl od pozemních sil se může snadno přemisťovat. To znamená, že se může přesunout na pozici vhodnou pro útok, ale také najít a zlikvidovat ji je mnohem těžší než pozemní prostředky. V podstatě tak vylučuje možnost úspěšného preventivního úderu, u nějž by útočící strana mohla počítat s likvidací většiny jaderného arzenálu protivníka ještě dříve, než ho stihne odpálit.

## Přelomové atomové ponorky
- USS Nautilus (SSN-571), první atomová ponorka
- USS George Washington (SSBN-598), první nosič balistických střel (SLBM) přijatý do služby

## Nehody na jaderných ponorkách
Ponorky USA
- USS Thresher (SSN-593), v roce 1963 havaroval jižně od Grónska.
- USS Scorpion (SSN-589), v roce 1968 havaroval jižně od Azorských ostrovů.

Sovětské (resp. ruské) ponorky
- K-3 Leninskij Komsomol – 1967 v Norském moři, požár na palubě [4][2][5]
- K-8 – potopila se roku 1970 v Biskajském zálivu [6]
- K-19 – více nehod včetně poruchy jaderného reaktoru [7][8]
- K-219 – potopila se roku 1986 u Bermud [6]
- K-278 – potopena roku 1989 v Norském moři [6]
- K-429 – dvakrát potopena (1983 a 1985), dvakrát vylovena
- K-141 – ruská ponorka, která se v roce 2000 potopila i s celou posádkou [6]